# 9 de julho na Universíada de Verão de 2009
O dia 9 de julho de 2009 foi o décimo dia de competições da Universíada de Verão de 2009. Foram disputadas doze modalidades e 21 finais. Nesse dia iniciou-se a última modalidade, a ginástica rítmica.

## Modalidades
| - Atletismo - Basquetebol - Futebol - Ginástica rítmica | - Judô - Natação - Polo aquático - Saltos ornamentais | - Tênis - Tênis de mesa - Tiro com arco - Voleibol |

## Campeões do dia
Esses foram os "campeões" (medalhistas de ouro) do dia:
| Medalhas de Ouro   | Medalhas de Ouro              | Medalhas de Ouro | Medalhas de Ouro          | Medalhas de Ouro | Medalhas de Ouro |
| Modalidades        | Evento                        | País             | Atleta(s)                 | Recorde          | Ref.             |
| ------------------ | ----------------------------- | ---------------- | ------------------------- | ---------------- | ---------------- |
| Atletismo          | 400m masculino                | Japão            | Yuzo Kanemaru             | —                |                  |
| Atletismo          | 1.500m masculino              | Rússia           | Viatcheslav Sokolov       | —                |                  |
| Atletismo          | Salto triplo masculino        | Portugal         | Nelson Évora              | —                |                  |
| Atletismo          | Salto em altura masculino     | Rússia           | Eduard Malchenko          | —                |                  |
| Atletismo          | 20 km marcha atlética masc.   | Rússia           | Sergey Bakulin            | UR               | [ 2 ]            |
| Atletismo          | Decatlo masculino             | Bielorrússia     | Mikalai Shubianok         | —                |                  |
| Atletismo          | 400m feminino                 | Senegal          | Bintou Fall Fatou         | —                |                  |
| Atletismo          | 800m feminino                 | Austrália        | Madeleine Pape            | —                |                  |
| Atletismo          | 400 metros com barreiras fem. | Bulgária         | Vanya Stambolova          | —                |                  |
| Atletismo          | Lançamento de dardo feminino  | África do Sul    | Sunette Viljoen           | —                |                  |
| Judô               | Masculino até 66kg            | Japão            | Masashi Ebinuma           | —                |                  |
| Judô               | Masculino até 73kg            | Coreia do Sul    | Ki Chun Wang              | —                |                  |
| Judô               | Feminino até 52kg             | Espanha          | Laura Gomez Ropinon       | —                |                  |
| Judô               | Feminino até 57kg             | Polónia          | Beata Bielak Malgorzata   | —                |                  |
| Natação            | 100m nado livre masculino     | Rússia           | Sergey Fesikov            | —                |                  |
| Natação            | 1.500m nado livre masculino   | Polónia          | Przemyslaw Stanczyk       | UR               | [ 2 ]            |
| Natação            | 100m nado borboleta feminino  | Hong Kong        | Hannah Wilson             | UR               | [ 2 ]            |
| Natação            | 200m nado peito feminino      | Japão            | Rie Kaneto                | UR               | [ 2 ]            |
| Saltos ornamentais | 10m individual masculino      | Ucrânia          | Konstyantyn Milyayev      | —                |                  |
| Tênis de mesa      | Dupla masculina               | China            | Cui Qinglei Li Yang       | —                | [ 3 ]            |
| Tênis de mesa      | Dupla feminina                | China            | Cai Shanshan Dai Ningyang | —                | [ 4 ]            |

## Líderes do quadro de medalhas ao final do dia
| Ordem | País               | Medalha de ouro | Medalha de prata | Medalha de bronze |    |
| ----- | ------------------ | --------------- | ---------------- | ----------------- | -- |
| 1     | CHN China          | 15              | 18               | 13                | 46 |
| 3     | JPN Japão          | 12              | 11               | 19                | 42 |
| 2     | KOR Coreia do Sul  | 12              | 6                | 10                | 28 |
| 4     | RUS Rússia         | 10              | 12               | 14                | 36 |
| 5     | USA Estados Unidos | 8               | 5                | 5                 | 17 |